# Nuvole di zanzare
Nuvole di zanzare è un singolo della cantante italiana Gaia, pubblicato il 1º ottobre 2021 come terzo estratto dal secondo album in studio Alma.

## Descrizione
Il singolo, scritto e composto dalla cantante assieme a Federico Bertollini, Alessandro La Cava, Dario Lombardi e Giovanni De Sanctis, presenta suoni provenienti dalla musica musica brasiliana bossa nova unita alla musica pop. Il brano è stato descritto con una nota di accompagnamento al singolo:

## Accoglienza
Giulia Ciavarelli di TV Sorrisi e Canzoni, scrive che il brano «ci trasporta in una dimensione di leggerezza contrapposta a una dolce malinconia», rimanendo piacevolmente colpita dalla produzione del brano che presenta «un forte richiamo alle origini e all’America Latina, celebrate dal ritmo etnico e dalle note sudamericane».
Fanpage.it paragona lo stile musicale a quello di Ornella Vanoni, scrivendo che «il sapore della bossa nova, declinato in chiave moderna e impreziosita dalla voce della cantante che riesce a mettere l'ascoltatore in un mood rilassato e leggero».
All Music Italia apprezza le sonorità del brano, descrivendolo come «Nuvole di zanzare porta con sé il sapore di un’estate che sta finendo e che lascia spazio a un nuovo inizio; [...]Le zanzare fanno da sfondo al tempo e alle storie che passano, una fastidiosa compagnia per tutti questi momenti che riporta continuamente alla mente i ricordi di una provincia che si ripete, ma che non si ferma mai».

## Video musicale
Il videoclip del brano, diretto da Giulio Rosati, è stato pubblicato il 15 ottobre 2021 sul canale YouTube della cantante.

## Tracce
Testi e musiche di Gaia Gozzi, Federico Bertollini, Alessandro La Cava, Dario Lombardi e Giovanni De Sanctis.
1. Nuvole di zanzare – 3:01